# Myrmecaelurus lachlani
Myrmecaelurus lachlani is een insect uit de familie van de mierenleeuwen (Myrmeleontidae), die tot de orde netvleugeligen (Neuroptera) behoort. 
Myrmecaelurus lachlani is voor het eerst wetenschappelijk beschreven door Navás in 1912.